# Kyperská univerzita

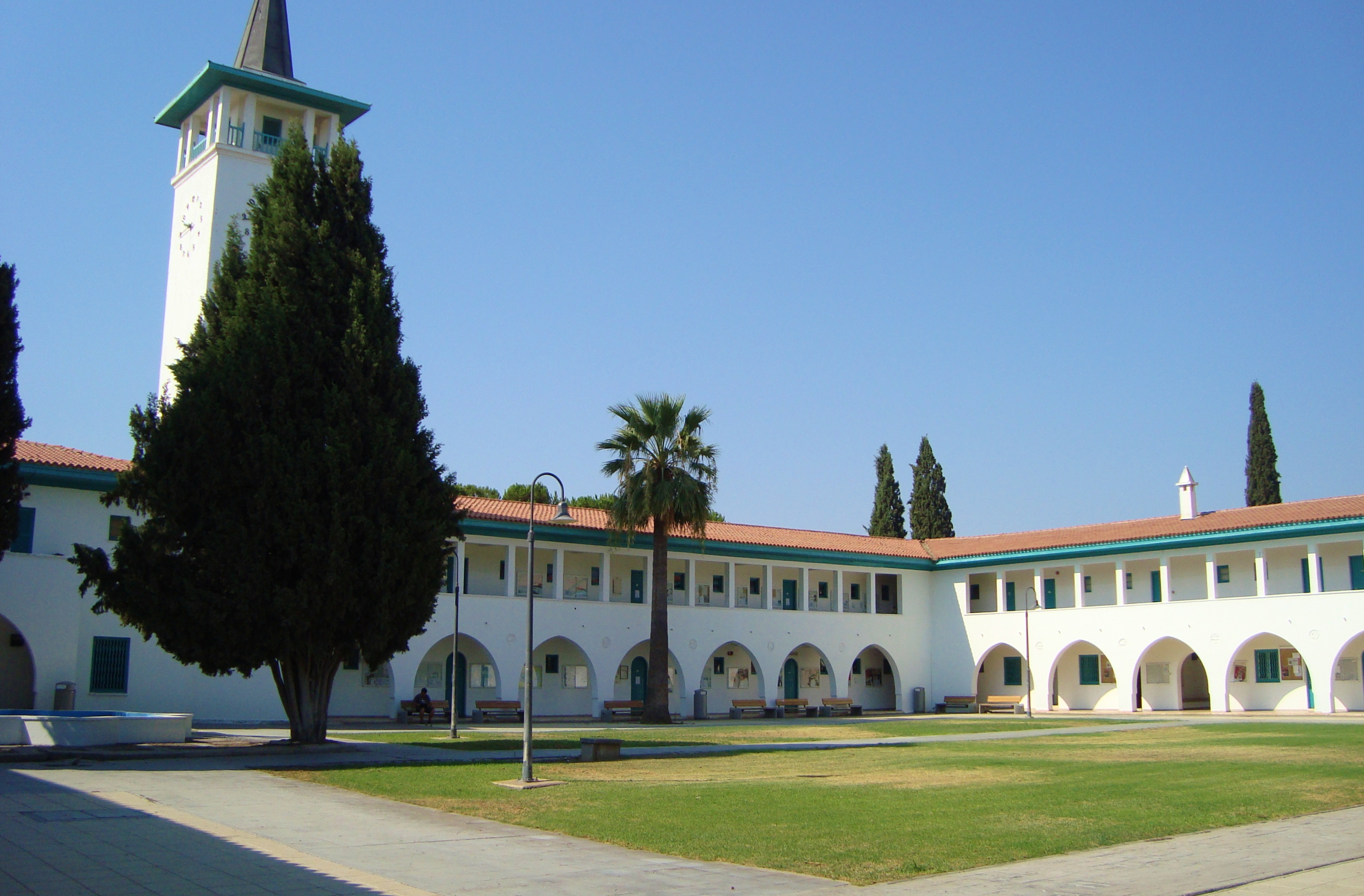
Starý kampus

Kyperská univerzita, řecky: Πανεπιστήμιο Κύπρου, turecky: Kıbrıs Üniversitesi je veřejná univerzita sídlící v kyperském městě Nikósie. Založena byla roku 1989, prvních 486 studentů přijala v roce 1992. Následoval rychlý růst, roku 2011 již měla 4691 studentů v 21 oborech a k tomu 1549 studentů postgraduálních. Univerzita má dnes osm fakult: humanitních věd, aplikovaných věd, sociálních věd, ekonomie, inženýrství, pokročilých studií, lékařství a literatury. Oficiálními vyučujícími jazyky jsou řečtina a turečtina, ovšem tureckých studentů je na univerzitě (vzhledem k rozdělení země) jen minimum. Roku 2005 univerzita přijala mezinárodně srovnatelný kreditní systém ECTS (European Credit Transfer and Accumulation System), který stanovuje požadovaný objem práce studenta za rok (asi 1500 až 1800 hodin = 60 kreditních bodů). Maximálně tři procenta z přijatých kyperských studentů mohou být Kypřané žijící v zahraničí. Podle Ranking Web of Universities je Kyperská univerzita 340. nejkvalitnější v Evropě a 848. na světě.